# Arsenalens konsthall
Arsenalens konsthall (lettiska: Izstāžu zāle Arsenāls eller Latvijas Nacionālā mākslas muzeja izstāžu zāle Arsenāls) i Riga i Lettland är en konsthall, som ingår i organisationen Lettlands nationella konstmuseum, där det också ingår fyra konstmuseer — huvudmuseet, Lettlands nationella konstmuseum, Konstmuseum Rigas Börs, Romans Sutas och Aleksandras Beļcovas museum samt Museet för konsthantverk och design.  Det är en av de största konst- och utställningshallarna i Riga och ligger på Torņa iela 1 i Gamla stan. Konsthallen öppnade 1989.
Lettlands nationella konstmuseums samlingar från andra hälften av 1900-talet fram till idag finns i Arsenalens konsthall. Verken fanns tidigare i huvudmuseet på Krišjāņa Valdemāra iela. Lokalerna används också för konstevenemang av olika slag, internationella projekt, utställningar av konceptuell konst samt soloutställningar av såväl lettiska som utländska konstnärer. Konsthallen arrangerar vidare utbildningar och har ett bibliotek och ett vetenskapligt dokumentcenter som tillhandahåller material för forskningsändamål.

## Byggnaden
Byggnaden i rysk senklassisk stil ritades ursprungligen av Johann Eduard de Witte (1790—1854). Kompletteringar i designen skedde senare, i enlighet med förslag från Julius Adolph Spazier (cirka 1790 — efter 1870). Arkitekterna  Alexander Nellinger (1898—1840) och Ivan Franzevich Lucchini (1784—1853) från tullverket i Sankt Petersburg färdigställde 1828 den slutgiltiga ritningen. Byggnaden stod färdig 1832.

## Historik
Byggnaden användes som ett lager eller ett tullhus i alla år, ända fram till 1980-talet. På 1920- och 1930-talen fungerade den som ett lagringsutrymme för militär utrustning. Efter andra världskriget användes byggnaden av den sovjetiska militären som ett handelsvaruhus och nyttjades också för militär utbildning. I mitten av 1980-talet tog kulturministeriet över byggnader för att omvandla den till en konsthall. Konsthallen öppnade 1 januari 1989.